# Saint-Vincent-des-Prés (Sarthe)
Saint-Vincent-des-Prés ist eine französische Gemeinde mit 503 Einwohnern (Stand: 1. Januar 2022) im Département Sarthe in der Region Pays de la Loire; sie gehört zum Arrondissement Mamers und zum Kanton Mamers. Die Einwohner werden Viventiens genannt.

## Geographie
Saint-Vincent-des-Prés liegt etwa 32 Kilometer nordnordöstlich von Le Mans. Umgeben wird Saint-Vincent-des-Prés von den Nachbargemeinden Commerveil im Norden und Nordwesten, Saint-Rémy-des-Monts im Norden und Nordosten, Saint-Pierre-des-Ormes im Osten, Moncé-de-Saosnois im Süden sowie Monhoudou im Westen.

## Bevölkerungsentwicklung
| 1962                      | 1968 | 1975 | 1982 | 1990 | 1999 | 2006 | 2013 |
| ------------------------- | ---- | ---- | ---- | ---- | ---- | ---- | ---- |
| 495                       | 438  | 356  | 356  | 379  | 407  | 458  | 515  |
| Quelle: Cassini und INSEE |      |      |      |      |      |      |      |

## Sehenswürdigkeiten
- Kirche Saint-Viventien aus dem 12. Jahrhundert, wieder errichtet 1898–1899
- Mühle Les Prés

## Gemeindepartnerschaften
Mit den deutschen Gemeinden Gerolzhofen und Sommerach in Bayern, mit der britischen Gemeinde Market Rasen in Lincolnshire (England) und der französischen, gleichlautenden Gemeinde Saint-Victor-des-Prés im Département Saône-et-Loire (Burgund) bestehen Kontakte bzw. Partnerschaften.